# Višelnica
Višelnica is een plaats in Slovenië en maakt deel uit van de gemeente Gorje in de NUTS-3-regio Gorenjska. De plaats telde 71 inwoners op 1 januari 2020.